# Karl Ljungstedt
Karl Ljungstedt, född den 22 juli 1856 i Landeryd, Linköpings län,död i oktober 1916, var en svensk språkforskare.
Ljungstedt blev filosofie doktor i Uppsala 1889, var docent där i forngermanska språk 1888-1894 och blev 1907 adjunkt i Östersund.
Ljungstedt utgav bland annat handböckerna Grunddragen af modersmålets historia (1898), Eddan (1898) och Språkets lif (1899).